# Überschwemmungen in England 2013–2014
Die Überschwemmungen in England 2013–2014 richteten von Anfang Dezember 2013 bis Mitte Februar 2014 besonders in den Regionen South West England und South East England schwerste Schäden an.

## Meteorologie
Grund für die Überschwemmungen waren die laut Met Office stärksten Niederschläge im Winter seit Beginn der Aufzeichnungen im Jahre 1910. Die Phase Dezember–Januar war die nasseste seit 1876. Die Niederschläge waren das Resultat von zahlreichen kräftigen Nordatlantiktiefs, darunter etlichen schweren Stürmen, wie Orkan Dirk am Weihnachtsabend. Diese steuerten intensive atmosphärische Flüsse gegen Westeuropa, von denen mindestens 18 vom Dezember 2013 bis zum Februar 2014 auf das englische Festland trafen. Andererseits verharrten die Tiefkerne dann lange über den Britischen Inseln, mit kräftigen Südströmungen über dem Festland, was zu einer ausnehmend milden Wintersaison führte, in den Alpen extrem reich an Föhnstürmen, aber auch mit schweren Unwettern in Südeuropa.
Es wird ein Zusammenhang der verschiedenen extremen Wetterverhältnisse Anfang 2014 wie der Überschwemmungen in England, der Kältewelle im Nordosten der USA und der Dürre in Kalifornien, und die mögliche Verbindung zum Klimawandel diskutiert. Schaller u. a. (2016) gelang mithilfe eines Wetter- und Klimamodells der Nachweis, das sich die Überschwemmungen in der Tat auf den vom Menschen verursachten Klimawandel zurückführen lassen.
Zwei Jahre später traten ab Dezember wieder schwere Hochwässer in ähnlicher Großwetterlage ein.

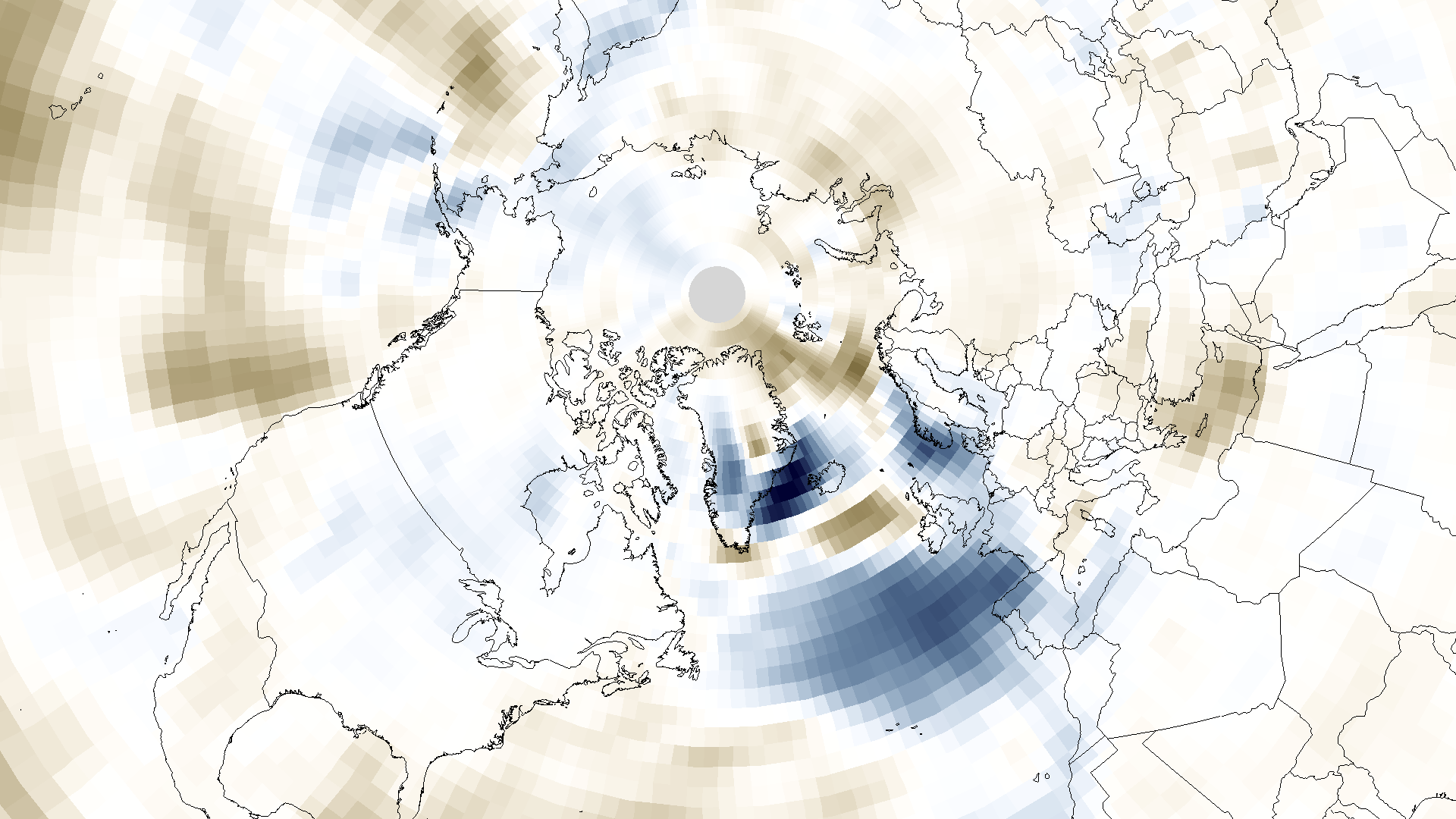
Anomalie der Windgeschwindigkeiten, Nordhemisphäre, Januar–Februar 2014 (NOAA)

|  | Weltkarte der kombinierten Druck- und Temperaturanomalie, 6. Dezember 2013 – 5. Januar 2014, Amerika Mitte rechts: Die Animation zeigt die Blockadesituation der stark gedämpften Westwinddrift durch die extrem starke Arktische Oszillation bis Ende Dezember und das explosive Ausbilden der Sibirien-Wärmeanomalie, mit den Kältewellen über Nordamerika und Zentralasien. Die Warmluft über dem Atlantik mit den auf die Britischen Inseln gerichteten Luftmassengrenzen steuert tropische Luftmassen nach Europa. Die Südhalbkugel ist abnorm ruhig. (NOAA/NCEP/CPC 10-hPa Temp Anoms, gleitendes 11-Tages-Mittel) |
|  | Die Nördliche Hemisphäre mit Tiefdruckgebieten, Höhentrögen und Jetstream, 5. Januar 2014, Europa rechts: Gegen Amerika verlagertes hohes Polartief und südgedrängtes Tief über Zentralkanada (unten). Parallel ein mächtiges Islandtief (Hercules), ein Höhentief über Zentralsibirien (oben) und ein kräftiges Nordpazifiktief (links). (NOAA/NCEP/CPC Northern Hemisphere, Potential 500 hPa) |

## Folgen
Besonders betroffen waren die Grafschaften Surrey, Berkshire, Somerset und Kent. Bis Mitte Februar 2014 wurden insgesamt rund 5000 Häuser überflutet, zudem waren ungefähr 140.000 Häuser und Wohnungen von Stromausfällen betroffen.
In Berkshire und Surrey erreichte die Themse Pegel wie seit den 1980er-Jahren nicht mehr gemessen. Auch in London, wo die Themse über ihre Ufer trat und der höchste Wasserstand seit 60 Jahren erwartet wurde, mussten Einwohner ihre Häuser räumen. Eine umfassendere Überflutung Londons wurde durch die Thames Barrier verhindert.
Betroffen waren auch die Küsten, wo es mehrfach schwere Erosionsschäden gab.
Angaben der Flutschäden liegen bei einer Summe von zumindest 1,5 Milliarden Dollar (etwa 1 Milliarde Euro, 1,4 Milliarden Pfund), eines der 20 schwersten Schadensereignisse des Jahres weltweit.
Das Krisenmanagement der Regierung von David Cameron und die spät einsetzende Katastrophenhilfe gerieten in die Kritik, und dem Leiter der staatlichen Umweltbehörde Lord Smith wurde der Rücktritt nahegelegt.

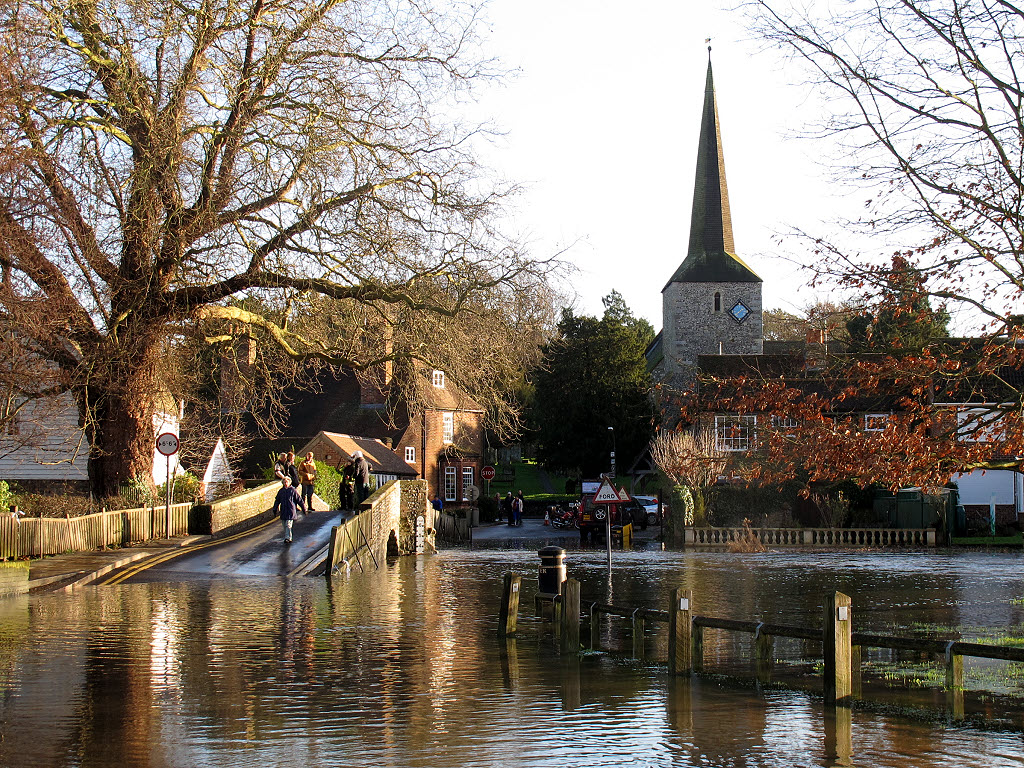
River Darent in Eynsford, Kent, 26. Dez. 2013
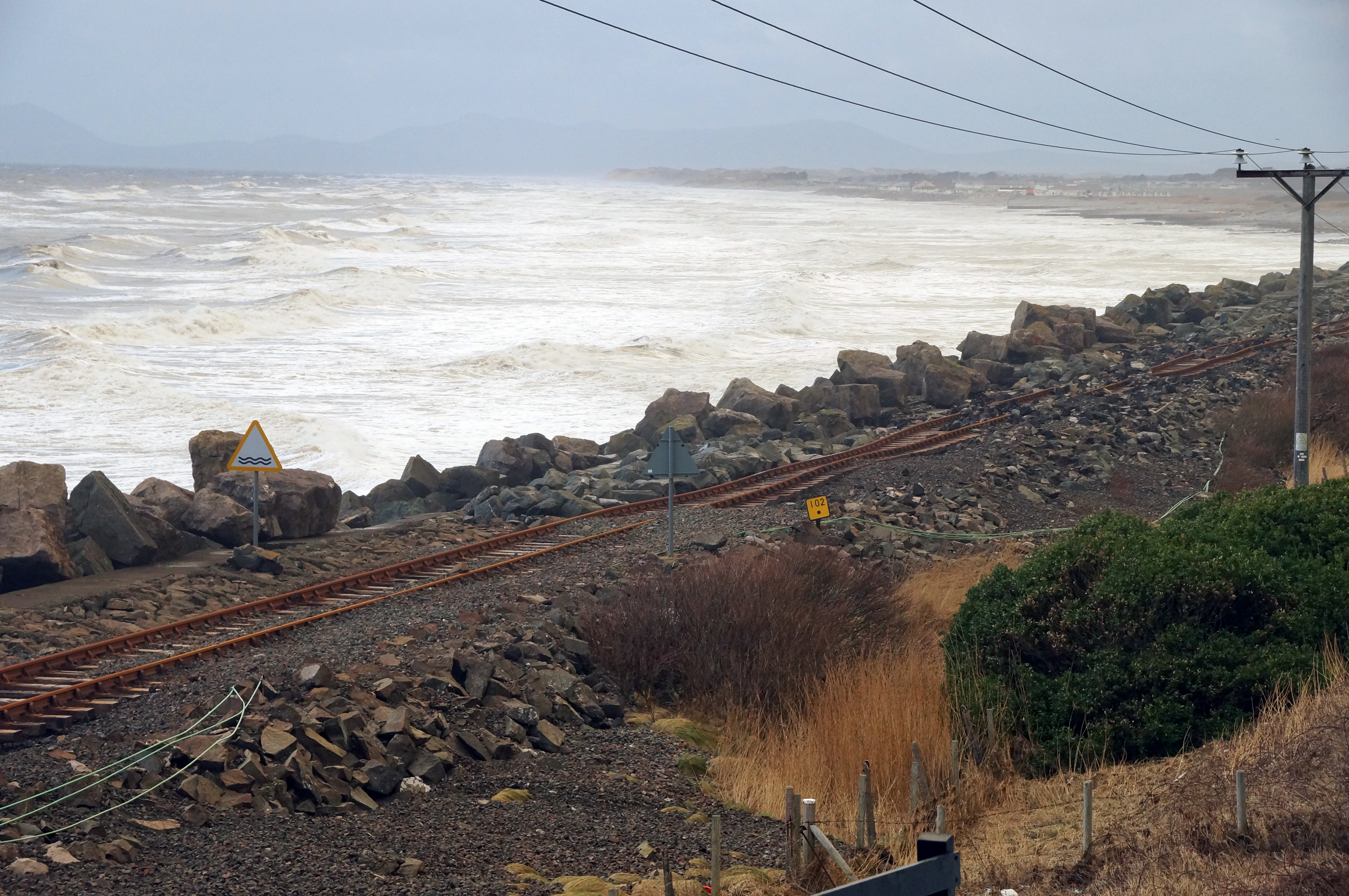
Wellenschaden einer Bahnlinie bei Llanaber, Gwynedd, Wales, 3. Jan. 2014
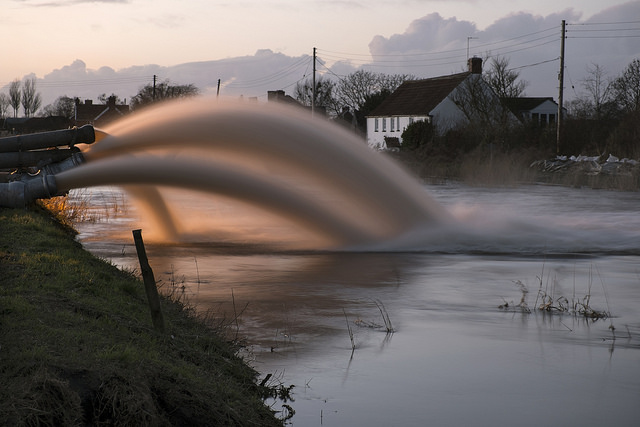
Pumpmaßnahmen am Parrett in den Somerset Levels, 9. Feb. 2014
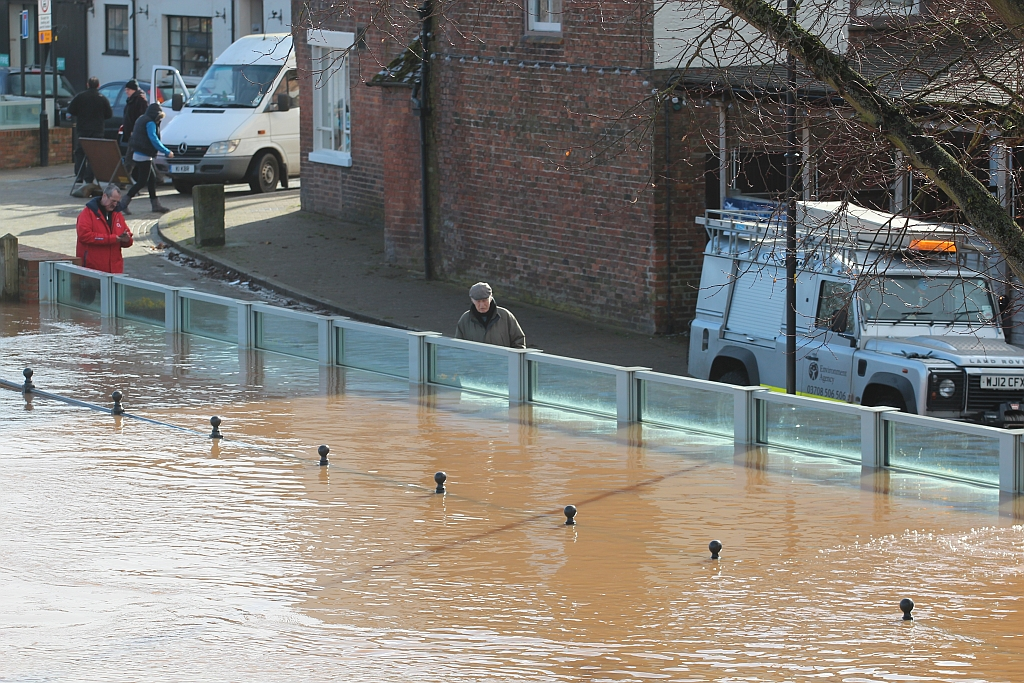
Flutbarrien in Upton-upon-Severn, Worcestershire 13. Feb. 2014